# ГЕС Газі-Барота
ГЕС Ghazi Barotha — гідроелектростанція на півночі Пакистану. Знаходячись між ГЕС Тарбела (вище за течією) та ГЕС Джіннан, входить до складу каскаду на річці Інд.
За сім кілометрів нижче по течії від гігантської греблі Тарбела на Інді розташована контррегулююча гребля, яка утримує водойму з об'ємом 50 млн м3 та припустимим коливанням рівня між позначками 335 та 342 метри НРМ. Від неї по лівобережжю прокладений дериваційний канал довжиною 51,9 км із шириною по дну 58 метрів, який завершується у балансувальному резервуарі станції Ghazi Barotha. Останній створений за допомогою замкненої земляної дамби та має об'єм 25,5 млн м3, що дає змогу забезпечити роботу станції на повній потужності протягом 4 годин.
Через п'ять водоводів діаметром по 10,6 метра ресурс із балансувального резервуара подається на п'ять турбін типу Френсіс потужністю по 290 МВт. Вони використовують напір від 69 до 74 метрів та повинні забезпечувати виробництво 6,6 млрд кВт·год електроенергії на рік.
Відпрацьована вода по відвідному каналу довжиною дещо менше за 2 км повертається до Інду.
Видача продукції відбувається по ЛЕП, розрахованим на роботу під напругою 500 кВ та 220 кВ.